# Scottish League One
Scottish League One – liga piłkarska w Szkocji, reprezentująca trzeci poziom rozgrywek piłkarskich w tym kraju. Powstała w 2013 roku w wyniku połączenia Scottish Premier League i Scottish Football League.

## Zespoły w sezonie 2023/2024
| Klub                     | Miasto   | Stadion            | Pojemność |
| ------------------------ | -------- | ------------------ | --------- |
| Annan Athletic F.C.      | Annan    | Galabank           | 2 504     |
| Alloa Athletic F.C.      | Alloa    | Recreation Park    | 3 100     |
| Cove Rangers F.C.        | Cove Bay | Balmoral Stadium   | 3 023     |
| Edinburgh City F.C.      | Edynburg | Meadowbank Stadium | 1 320     |
| Falkirk F.C.             | Falkirk  | Falkirk Stadium    | 7 937     |
| Hamilton Academical F.C. | Hamilton | New Douglas Park   | 6 018     |
| Kelty Hearts F.C.        | Kelty    | New Central Park   | 2 181     |
| Montrose F.C.            | Montrose | Links Park         | 4 936     |
| Queen of the South F.C.  | Dumfries | Palmerston Park    | 8 690     |
| Stirling Albion F.C.     | Stirling | Forthbank Stadium  | 3 808     |